# Frank Langella
Frank A. Langella Jr. (* 1. ledna 1938 Bayonne, New Jersey, USA) je americký herec italského původu. Vystudoval herectví na Syracuse University a poté začal hrát v regionálních divadlech. V roce 1977 se oženil s Ruth Weilovou, se kterou má dvě děti a s níž se v roce 1996 rozvedl. Během natáčení filmu Eddie se zamiloval do herečky Whoopi Goldbergové a jejich románek trval až do roku 2000.

## Kariéra
Stal se členem souboru Lincoln Center Repertory Company v New Yorku, kde pokračoval ve studiu herectví u Elii Kazana. Od počátku 70. let se příležitostně začal objevovat i ve filmech, ale výrazněji na sebe upozornil až někdy během 90. let, kdy ztvárnil mnoho záporných filmových postav jako například ve filmu Dave nebo Junior.

## Ocenění
Třikrát za sebou získal cenu Obie. Třikrát získal také cenu Tony za vedlejší roli ve hře Seascape (1975), Fortune's Fool (2002) a také za ztvárnění Richarda Nixona ve Frost/Nixon (2008).

## Vybraná filmografie
- 1974 The Mark of Zorro (TV film)
- 1979 Drákula
- 1988 A bůh stvořil ženu
- 1993 Star Trek: Stanice Deep Space Nine (seriál; epizody „Návrat domů“, „Kruh“ a „Útok“)
- 1993 Dave
- 1994 Junior
- 1996 Eddie
- 1997 Lolita
- 1999 Devátá brána
- 2001 Listopadová romance
- 2005 Dobrou noc a hodně štěstí
- 2006 Superman se vrací